# Kocia Wieża

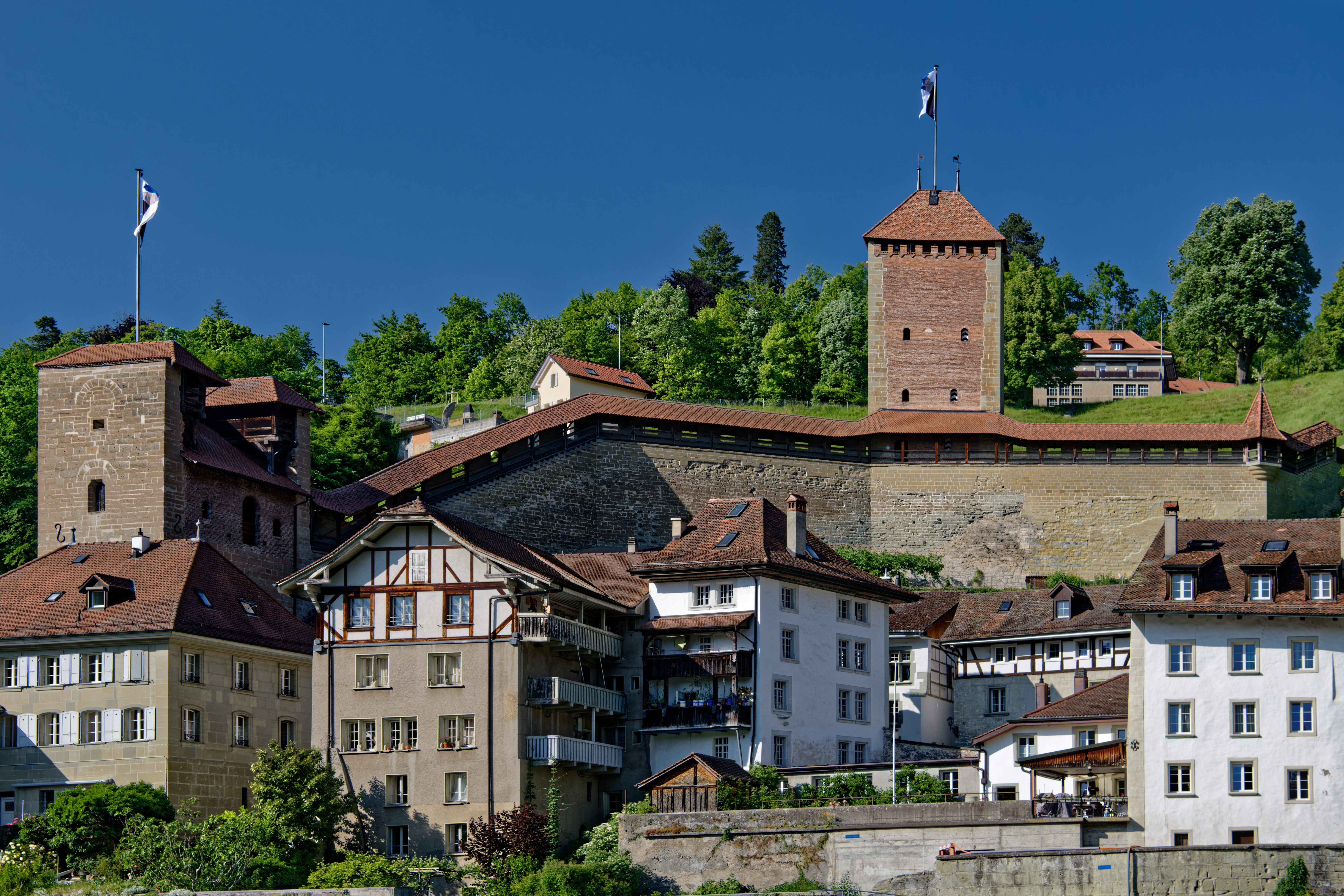
Kocia Wieża wraz z przyległym fragmentem murów obronnych (widok od strony miasta)

Kocia Wieża (lub Wieża Kotów, fr. La Tour des Chats, niem. Katzenturm) – średniowieczna baszta, jeden z wielu zachowanych fragmentów dawnego miejskiego systemu obronnego Fryburga w Szwajcarii.

## Położenie
Wznosi się we wschodniej stronie miasta, na stromym stoku na prawym brzegu Sarine, w starej dzielnicy Auge, pomiędzy ulicą Route de Bourguillon (Bürglenstrasse) u góry i ulicą Rue des Forgerons na dole. Posadowiona jest na wysokości ok. 565 m n.p.m., tj. blisko 25 m powyżej poziomu Rue des Forgerons, ale jej dach ledwo sięga poziomu Route de Bourguillon. Stanowi fragment miejskich fortyfikacji w ciągu murów, wspinających się od Bramy Berneńskiej (fr. Porte de Berne) wysoko w górę, do potężnej Czerwonej Wieży (fr. La Tour Rouge). Z tego powodu w XVIII w. nazywano ją też „Basztą Środkową” (fr. La Tour du Milieu).

## Historia
Została dobudowana od strony zewnętrznej do istniejącego już wcześniej muru miejskiego w celu poprawy obronności jego zagiętego w tym miejscu (na skutek uwarunkowań terenowych) przebiegu. Była budowana w drugiej połowie XIV w. i ukończona w 1383 roku przez mistrza murarskiego Rudy’ego de Hohenberg.
Początkowo zaopatrzona w krenelaż i otwarta od strony miasta na kształt litery „U”, w związku z rozpowszechnieniem się broni palnej została zamurowana i przykryta dachem w roku 1428. Była restaurowana w latach 1919–1921. Ponownie zamknięta ze względu na zły stan techniczny, po ponad 30 latach oczekiwania Tour des Chats została otwarta dla publiczności po gruntownym remoncie 28 sierpnia 2021 roku i stanowi uzupełnienie i tak już bardzo bogatego szlaku miejskiego zwanego Circuit des Fortifications. Jednocześnie oddano do użytku po renowacji cały docinek ganku, biegnącego koroną murów miejskich w górę od Porte de Berne – bodaj najbardziej efektowny we Fryburgu, oferujący piękne widoki na miasto. Cały szlak jest otwarty od maja do października w godz. 9.00–19.00, zwiedzanie jest bezpłatne.

## Architektura
Zbudowana na planie prostokąta. Murowana z obrobionych bloków kamiennych, jedynie późniejsze zamurowanie od strony miasta wykonane z cegły. Wysoka na 33 m, pięciokondygnacyjna, nakryta dachem czterospadowym, krytym dachówką. Wyposażona w nieliczne, wąskie strzelnice, jedynie pod okapem dachu i w ścianie ceglanej od strony miasta większe otwory okienne.
W 2020 roku w dachu wieży wykonano specjalne otwory dla nietoperzy – obecnie latem spotykane są tu osobniki dwóch gatunków: mroczek późny i karlik malutki.